# Boissy-le-Repos
Boissy-le-Repos és un municipi francès, situat al departament del Marne i a la regió del Gran Est. L'any 2007 tenia 210 habitants.

## Demografia

### Població
El 2007 la població de fet de Boissy-le-Repos era de 210 persones. Hi havia 95 famílies, de les quals 20 eren unipersonals (12 homes vivint sols i 8 dones vivint soles), 35 parelles sense fills, 28 parelles amb fills i 12 famílies monoparentals amb fills.
La població ha evolucionat segons el següent gràfic:
Habitants censats

### Habitatges
El 2007 hi havia 163 habitatges, 90 eren l'habitatge principal de la família, 63 eren segones residències i 10 estaven desocupats. 86 eren cases i 1 era un apartament. Dels 90 habitatges principals, 68 estaven ocupats pels seus propietaris, 21 estaven llogats i ocupats pels llogaters i 1 estava cedit a títol gratuït; 7 tenien dues cambres, 20 en tenien tres, 31 en tenien quatre i 31 en tenien cinc o més. 63 habitatges disposaven pel capbaix d'una plaça de pàrquing. A 39 habitatges hi havia un automòbil i a 39 n'hi havia dos o més.

### Piràmide de població
La piràmide de població per edats i sexe el 2009 era:
| Homes | Edats   | Dones |
| ----- | ------- | ----- |
| 0     | 95 o +  | 0     |
| 0     | 90 a 94 | 0     |
| 0     | 85 a 89 | 0     |
| 0     | 80 a 84 | 0     |
| 0     | 75 a 79 | 0     |
| 8     | 70 a 74 | 0     |
| 12    | 65 a 69 | 8     |
| 0     | 60 a 64 | 12    |
| 12    | 55 a 59 | 0     |
| 20    | 50 a 54 | 8     |
| 0     | 45 a 49 | 8     |
| 0     | 40 a 44 | 12    |
| 4     | 35 a 39 | 0     |
| 8     | 30 a 34 | 8     |
| 12    | 25 a 29 | 8     |
| 4     | 20 a 24 | 12    |
| 8     | 15 a 19 | 4     |
| 0     | 10 a 14 | 8     |
| 0     | 5 a 9   | 8     |
| 8     | 0 a 4   | 0     |

## Economia
El 2007 la població en edat de treballar era de 146 persones, 100 eren actives i 46 eren inactives. De les 100 persones actives 85 estaven ocupades (47 homes i 38 dones) i 15 estaven aturades (5 homes i 10 dones). De les 46 persones inactives 20 estaven jubilades, 11 estaven estudiant i 15 estaven classificades com a «altres inactius».

### Ingressos
El 2009 a Boissy-le-Repos hi havia 92 unitats fiscals que integraven 204 persones, la mediana anual d'ingressos fiscals per persona era de 17.398 €.

### Activitats econòmiques
Dels 5 establiments que hi havia el 2007, 1 era d'una empresa de construcció, 2 d'empreses de comerç i reparació d'automòbils, 1 d'una empresa immobiliària i 1 d'una empresa de serveis.
L'únic servei als particulars que hi havia el 2009 era una lampisteria.
L'any 2000 a Boissy-le-Repos hi havia 13 explotacions agrícoles que ocupaven un total de 910 hectàrees.

## Poblacions més properes
El següent diagrama mostra les poblacions més properes.